# Czech News Center

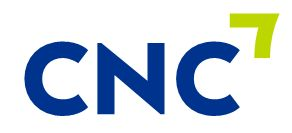
Logo Czech News Center (CNC)

Czech News Center (CNC), dawniej Ringier Axel Springer CZ a.s. – dom mediowy funkcjonujący na rynku czeskim. Wydaje szereg dzienników (m.in. Blesk, Aha!, Sport) i magazynów oraz zarządza usługami i serwisami informacyjnymi. Jest właścicielem internetowego magazynu komputerowego Živě.cz.
Jedynym akcjonariuszem Czech News Center jest firma Czech Media Invest posiadana przez Daniela Křetínskýego (50%), Patrika Tkáča (40%) i Romana Korbačkę (10%).